# Aleksandr Ivanovich Zaporozhets
Alexander Ivanovich Zaporozhets (tiếng Nga: Александр Иванович Запорожец; 15 [lịch cũ 3] tháng 8 năm 1899, làng Tsarevka, Đế quốc Nga - 19 tháng 2 năm 1959, Moskva) là một sĩ quan chính trị cao cấp Liên Xô, hàm Trung tướng (1942). Thành viên của RCP (b) từ năm 1919.

## Khởi đầu binh nghiệp
Alexander Zaporozhets ngày 15 [lịch cũ 3] tháng 8 năm 1899 tại làng Tsarevka, Đế quốc Nga. Ông tham gia Hồng quân năm 1918, tham gia Nội chiến Nga với tư cách là một binh sĩ, thăng dần lên chức vụ chính trị viên đại đội. Sau khi kết thúc Nôi chiến, ông lần lượt thăng tiến các chức vụ sĩ quan chính trị trong Hồng quân, từ cấp trung đoàn lên cấp sư đoàn.
Tháng 2 năm 1932, ông được bổ nhiệm làm Phó chỉ huy trưởng phụ trách chính trị, chính ủy trường pháo binh Sumy. M. V. Frunze. Tháng 1 năm 1933, ông là Phó giám đốc phụ trách chính trị Viện Nghiên cứu Pháo binh của Hồng quân. Tháng 3 năm 1936, đặt dưới sự điều động của Ủy viên nhân Dân Quốc phòng Liên Xô.
Tháng 7 năm 1936, ông lại được điều động làm Phó tư lệnh chính trị kiêm trưởng phòng chính trị Sư đoàn bộ binh 11. Ngày 12 tháng 12 năm 1937, ông được bầu làm phó chủ tịch Xô Viết tối cao của RSFSR của Đại hội đại biểu lần thứ nhất (1937-1946). Tháng 1 năm 1938, ông công tác tại Bộ Tổng tham mưu Hồng quân. Đến tháng 3 năm 1938, thành viên Hội đồng quân sự Quân khu Moskva.
Khi Chiến tranh Mùa đông nổ ra, ông được điều động làm Ủy viên Hội đồng quân sự Tập đoàn quân 13, rồi Ủy viên Hội đồng quân sự Phương diện quân Tây Bắc (1939-1940)
Tháng 10 năm 1940, ông là Trưởng Ban Tuyên huấn Chính trị Hồng quân. Tháng 3 năm 1941 - Phó ủy viên nhân Dân Quốc phòng Liên Xô.

## Chiến tranh vệ quốc vĩ đại

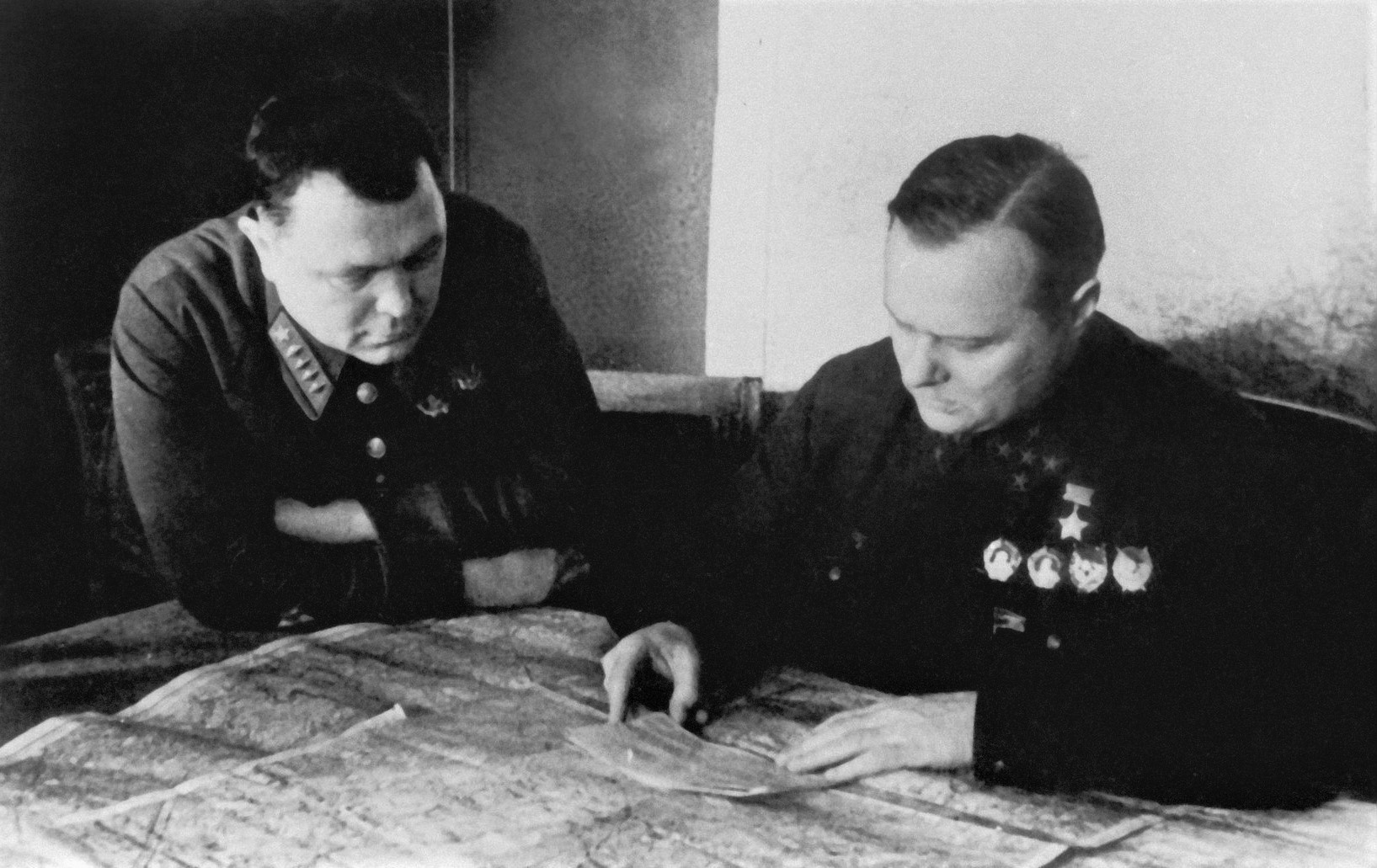
Tư lệnh Phương diện quân Volkhov, Đại tướng K.A. Meretskov, và Ủy viên Hội đồng quân sự Phương diện quân Volkhov và Leningrad, Chính ủy Tập đoàn quân bậc 1 A.I. Zaporozhets trao đổi về kế hoạch tác chiến. 1942

Khi Chiến tranh Vệ quốc vĩ đại nổ ra tháng 6 năm 1941, ông được bổ nhiệm làm Ủy viên Hội đồng quân sự Phương diện quân Nam. Tháng 12 năm 1941, ông được bổ nhiệm làm Ủy viên Hội đồng quân sự Phương diện quân Leningrad, kiêm nhiệm Phương diện quân Volkhov.
Tháng 10 năm 1942, ông được bổ nhiệm làm Ủy viên Hội đồng quân sự các tập đoàn quân 60 (tháng 10 năm 1942 - tháng 6 năm 1943) và 63 (tháng 8 - tháng 12 năm 1943). Tham gia vào các phòng thủ Donbass và tấn công Rostov vào năm 1941, các hoạt động tấn công Luban và Sinyavin vào năm 1942, các hoạt động tấn công Voronezh-Kastornenskaya, Kharkov, Bryansk, Gomel-Rechitsa vào năm 1943.
Từ tháng 2 năm 1944, ông là Ủy viên Hội đồng quân sự Quân khu Bắc Kavkaz, rồi quân khu Sông Don.

## Trong thời kỳ hậu chiến
Sau khi chiến tranh kết thúc, ông lần lượt giữ các chức vụ Phó tư lệnh phụ trách chính trị Quân khu Tavrichesky, Phó phòng Công tác Chính trị, Trưởng phòng Chính trị Học viện Công binh. V.V. Kuibyshev... Năm 1956, ông nghỉ hưu non.

## Giải thưởng
- 2 Huân chương Lenin
- 4 Huân chương Cờ đỏ
- Huân chương Chiến tranh Vệ quốc, hạng 1;
- Huân chương Sao đỏ;

## Lược sử quân hàm
- Chính ủy Lữ đoàn: 2 tháng 1 năm 1936
- Chính ủy Sư đoàn: 10 tháng 2 năm 1938
- Chính ủy Quân đoàn: 9 tháng 2 năm 1939
- Chính ủy Tập đoàn quân bậc 2: 4 tháng 4 năm 1940
- Chính ủy Tập đoàn quân bậc 1: 22 tháng 2 năm 1941
- Chính ủy Quân đoàn: bị giáng cấp tháng 10 năm 1942
- Trung tướng (1942)